# Einsiedlerzaunkönig
Der Einsiedlerzaunkönig (Henicorhina leucophrys) ist eine Vogelart aus der Familie der Zaunkönige (Troglodytidae), die in Mexiko, Guatemala, El Salvador, Honduras, Nicaragua, Costa Rica, Panama, Kolumbien, Ecuador, Peru und Bolivien verbreitet ist. Der Bestand wird von der IUCN als nicht gefährdet (Least Concern) eingeschätzt.

## Merkmale
Der Einsiedlerzaunkönig erreicht eine Körperlänge von etwa 10,0 bis 11,5 cm bei einem Gewicht der Männchen von etwa 15,2 bis 18,8 g und der Weibchen von 15,5 bis 18,2 g. Er hat einen langen grauweißen Augenstreif und schwarzen Zügel und Hinteraugenstreif. Die schwarzen Ohrdecken sind markant grau weiß gestrichelt. Der Oberkopf ist matt schwarz mit weißen Spitzen gefärbt, der Nacken und die Schultern dunkel olivbraun, der Hinterrücken und der Bürzel kastanienfarben. Die Handschwingen und Armschwingen haben an den Außenfahnen matte kastanienbraune und dunkelbraune Streifen, die Schirmfedern sind matt rotbraun mit dunkleren Streifen. Die Steuerfedern wirken matt kastanienbraun und haben matte schwarze Binden. Das Kinn und die Kehle sind weißlich grau, die Brust und der Bauch grau, die Seiten und Hinterflanken gräulich gelbbraun. Die Augen sind rötlich braun, der Schnabel schwarz mit dunkel grauer Basis am Unterschnabel und schmutzig braunschwarzen Beinen. Beide Geschlechter ähneln sich. Jungtiere haben weniger auffällige Markierungen im Gesicht und die Kehle ist grau.

## Verhalten und Ernährung
Der Einsiedlerzaunkönig ernährt sich fast ausschließlich von Wirbellosen. Bisher konnte noch keine vegetarische Nahrung nachgewiesen werden. Sein Futter sucht er alleine oder in kleineren vermutlich Familiengruppen in den Straten von Boden bis ca. zwei Meter über dem Boden in der Vegetation.  Er mischt sich nicht unter andere Vogelgruppen, kann aber durch vorbeiziehende Gruppen aufgewühlt wirken. Gelegentlich hält er sich in Costa Rica, in den kolumbianischen und venezolanischen Anden in der Nähe von Wanderameisen auf.

## Lautäußerungen
Der Gesang des Einsiedlerzaunkönigs wird entweder antiphonisch von beiden Geschlechtern oder alleine von sich gegeben. Er besteht aus einer Serie sehr lauter, klingelnder, dynamisch musikalischer Phrasen, die er regelmäßig wiederholt und länger und komplexer als beim Waldzaunkönig (Henicorhina leucosticta (Cabanis, 1847)) klingen. Individuelle Pärchen entwickeln oft ein unverwechselbares, einzigartiges Motiv. Außerdem gibt es geographische Variationen in den Gesangstypen. So kling das im Westen Kolumbiens bei H. l. brunneiceps und in Costa Rica bei H. l. collina klirrender. Die Bandbreite zwischen der Nominatform und H. l. hilaris ist unerwartet groß über die angrenzenden Höhenlagen mit fast keiner Angleichung und verschiedenem Gesang in den Zonen, in den sie aufeinander treffen. Diese klingen nur tendenziös wie bei der Nominatform. Generell besteht jede Phrase aus drei bis sechs Tönen, die ein bis zwei Sekunden dauert und drei bis fünf Mal in ca. einsekündigen Intervallen zwischen den Phrasen von sich gegeben wird. Diese werden bei größeren Aufregungen kürzer, wenn z. B. auf andere Artgenossen geantwortet wird. Das Thema bleibt vergleichsweise konstant und kann zwischen Gesangsrunden zwischen wii tsia wai, wi tzi wea wai, waia tse we wehe, titelyi, trrlie tuihihihi, tiu hui variieren. Der Einsiedlerzaunkönig singt praktisch ganzjährig über den Tag verstreut, egal welche Wetterlage vorherrscht. Seine Laute variieren auch sehr. So ist in Mexiko ein scharfes  tek-tek-tek und aus Costa Rica ein weicheres trriut-trriut-trriut bekannt. Der Alarmruf beinhaltet hartes, harsches Gezirpe und schimpfende Töne.

## Fortpflanzung
Die Brutsaison des Einsiedlerzaunkönigs ist in Oaxaca von Anfang Mai bis Mitte Juni, in Costa Rica von Ende März bis in den frühen Juni, in den kolumbianischen Anden von Dezember bis Juni, im Nordwesten Ecuadors im Dezember, Januar und Juni, im Nordosten des Landes im Dezember und im Südosten im November. Möglicherweise gibt es mehrere Bruten pro Jahr. Im Westen Venezuelas wurden im Mai Nestlinge beobachtet, im Nordwesten Ecuador von April bis Mai und im September sowie im Nordosten von August bis Februar. Von Vögeln in Brutstimmung wurden im nördlichen zentralen Venezuela von April bis Juni und im Norden Perus im November berichtet. Das Nest wird von beiden Geschlechtern gebaut, hat eine kugelförmige Struktur und eine runde Kammer. Das Dach ist nach vorne und unten geneigt, was einer nach unten geneigten Vorkammer gleichkommt. Es wird aus faserigen Würzelchen gebaut, mit Moos am Dach und den Wänden verkleidet und wird in relativ niedriger Vegetation bis ca. drei Meter über dem Boden angebracht. Regelmäßig ist es an Ufern oder Überhängen zu finden. Außerdem baut er ein Schlafnest, das fast gleich wie das Brutnest aussieht. Ein Gelege besteht aus zwei weißen Eiern ohne Markierungen, die 18,9 bis 20,3 mm × 14,0 bis 14,3 mm messen. Die Bebrütung erfolgt ausschließlich durch das Weibchen und dauert 19 bis 20 Tage. Die Küken werden von beiden Geschlechtern gefüttert. Nach 17 bis 18 Tagen werden die Nestlinge flügge. Er lebt zumindest im nördlichen zentralen Venezuela bis zu sechs Jahre.

## Verbreitung und Lebensraum
Der Einsiedlerzaunkönig bevorzugt feuchte Bergwälder. Man findet ihn in einer großen Bandbreite von Waldtypen, inklusive Kiefer- und Eichenwald, Bambusdickicht und Teilen von Páramo. Normalerweise kommt er in Höhenlagen über 1500 Metern vor. In Venezuela und Kolumbien ist er sogar bis 3000 Meter präsent, aber an den kolumbianischen Pazifikhängen herunter bis 400 Meter. An den Pazifikhängen der Anden im Nordwesten Perus ist er runter bis 750 Meter anzutreffen. In Mexiko kommt er gelegentlich bis 600 Meter runter vor.

## Migration
Der Einsiedlerzaunkönig gilt als Standvogel, doch gibt es aus  Guatemala Hinweise über Zugbewegungen in der Höhenlage während der Regenzeit.

## Unterarten
Es sind siebzehn Unterarten bekannt.
- Henicorhina leucophrys minuscula Phillips, AR, 1966[3] kommt im Westen Mexikos vor. Diese Subspezies wirkt auf der Oberseite matter und hat eine mattere Färbung am Oberkopf.[1]
- Henicorhina leucophrys festiva Nelson, 1903[4] ist im Südwesten Mexikos verbreitet. Die Unterart ist auf der Unterseite matter, der Oberkopf und Nacken sind gräulich braun.[1]
- Henicorhina leucophrys mexicana Nelson, 1897[5] kommt im Osten Mexikos vor. Die Unterart ähnelt H. l. capitalis hat aber kräftigere und eher rötliche Flanken.[1]
- Henicorhina leucophrys castanea Ridgway, 1903[6] ist im extremen Süden Mexikos und dem Norden Guatemalas verbreitet. Diese Subspezies ist auf der Ober- und Unterseite eher dunkel, hat kräftige Kehlstreifen und einen kleinen Schnabel.[1]
- Henicorhina leucophrys capitalis Nelson, 1897[7] kommt im südlichen Mexiko und dem westlichen Guatemala vor. Diese Subspezies ähnelt H. l. collina wirkt auf der Oberseite weniger kastanienfarben und hat in der Mitte des Oberkopfs einen schiefergrauen Fleck. Die Markierungen an der Kehle sind unschärfer gezeichnet.[1]
- Henicorhina leucophrys composita Griscom, 1932[8] ist in El Salvador, Honduras und dem Nordwesten Nicaraguas verbreitet. Die Unterart ähnelt H. l. castanea hat aber eine blassere Wangenfärbung.[1]
- Henicorhina leucophrys collina Bangs, 1902[9] kommt in Costa Rica und Panama vor. Diese Subspezies ähnelt H. l. castanea ist aber blasser am Rücken.[1]
- Henicorhina leucophrys bangsi Ridgway, 1903[6] ist in der Sierra Nevada de Santa Marta in Höhenlagen zwischen 1000 und 2000 Metern verbreitet. Diese Subspezies ist auf der Unterseite blass, hat eine blass grauweiße Kehle und Brust.[1]
- Henicorhina leucophrys manastarae Aveledo & Ginés, 1952[10] ist in der Sierra de Perijá im Nordosten Kolumbiens und dem Nordwesten Venezuelas verbreitet. Die Unterart ähnelt H. l. venezuelensis doch sind die Seiten, Oberschenkel und Unterschwanzdecken hell braun gefärbt.[1]
- Henicorhina leucophrys sanluisensis Phelps & Phelps Jr, 1959[11] kommt in Falcón vor. Diese Subspezies ist dunkler und brauner, weniger rötlich im Rückenbereich und hat einen dunkleren eher grauen Brust- und Steißbereich.[1]
- Henicorhina leucophrys venezuelensis Hellmayr, 1903[12] ist im nördlichen Venezuela verbreitet. Diese Subspezies ähnelt H. l. bangsi, ist aber dunkler grau an der Brustseite und weniger rötlich an den Flanken.[1]
- Henicorhina leucophrys meridana Todd, 1932[13] ist von Trujillo bis ins nördlichen Táchira verbreitet. Diese Subspezies ist an der Kehle reichlich gestreift und  hat eine schiefergraue Brust.[1]
- Henicorhina leucophrys tamae Zimmer, JT & Phelps, 1944[14] kommt im Südwesten Táchira und nördlichen zentralen Kolumbien vor. Die Unterart hat schwarze Streifen an der Kehle.[1]
- Henicorhina leucophrys brunneiceps Chapman, 1914[15]  kommt im westlichen Kolumbien und nordwestlichen Ecuador vor. Die Unterart hat einen kräftigeren Schnabel, ist auf der Oberseite heller, deutlicher gestreift an der Kehle und dunkler auf der Unterseite.[1]
- Henicorhina leucophrys hilaris Berlepsch & Taczanowski, 1884[16] ist im Südwesten Ecuadors verbreitet. Diese Unterart ist blasser im vorderen Nackenbereich und der Brust.[1]
- Henicorhina leucophrys leucophrys (Tschudi, 1844)[17] kommt im Osten Panamas in den Bergen der Provinz Darién, in Zentralkolumbien, Zentral- & Ostecuador und in Peru vor.
- Henicorhina leucophrys boliviana Todd, 1932[18] kommt im Westen Boliviens vor. Die Unterart ähnelt der Nominatform, hat aber mehr Streifen an der Kehle und die Flanken sind weniger rötlich.[1]

## Etymologie und Forschungsgeschichte
Die Erstbeschreibung des Einsiedlerzaunkönigs erfolgte 1844 durch Johann Jakob von Tschudi unter dem wissenschaftlichen Namen Troglodytes leucophrys. Das Typusexemplare stammte aus Peru. 1868 führten Philip Lutley Sclater und Osbert Salvin die für die Wissenschaft neue Gattung Henicorhina ein. Dieser Name leitet sich von »henikos ἑνικος« für »einzigartig« und »rhis, rhinos ῥις, ῥινος« für »Nasenlöcher« ab. Der Artname »leucophrys« ist ein Wortgebilde aus »leukos λευκος« für »weiß« und »stiktos, stizo οφρυς, οφρυος« für »Augenbraue«. »Mexicana« bezieht sich auf Mexiko, »venezuelensis« auf Venezuela, »boliviana« auf Bolivien,  »meridana« auf Mérida,  »manastarae« auf das Dorf Manastara in der Sierra de Perija, »sanluisensis« auf die Sierra de San Luis (Teil der Sierra de Falcón) und »tamae« auf El Tamá. »Bangsi« ist Outram Bangs gewidmet. »Minuscula« ist lateinischen Ursprungs und bedeutet »eher klein« von »minor« für »kleiner«, »festiva« von »festus« für »festlich, fröhlich«, »castanea« von »castaneus, castanea« für »kastanienfarben, Kastanie«, »capitalis« von »caput, capitis« für »Kopf, Chef«, »composita« von »componere« für »zusammenfügen«, »collina« von »collis« für »Hügel, Anhöhe«, »brunneiceps« aus »brunius« für »braun« und »–ceps, caput, capitis« für »-gekrönt. Kopf« und »hilaris« für »fröhlich, heiter«.